# Sophie Deschaumes
Pour les articles homonymes, voir Deschaumes.
Sophie Archambault de Montfort, dite Sophie Deschaumes, est une actrice, directrice artistique et adaptatrice française.

## Biographie
Elle a l'occasion d'apparaître dans deux pièces diffusées dans l'émission Au théâtre ce soir. Elle joue d'abord le rôle de La Gibosilla dans la pièce Romancero en 1972, avant d'apparaître l'année suivante dans le costume de Béatrice dans Le Million.
Surtout connue par son parcours dans le doublage, notamment avec le rôle de Maggie Sawyer dans la série Superman, l'Ange de Metropolis mais aussi le personnage de Pino-Pino dans le dessin animé Creamy, merveilleuse Creamy, Sophie va diriger de nombreuses versions françaises, en particulier pour Disney, comme Grey's Anatomy, La Cour de récré, Toy Story ou encore Frère des ours. 
Depuis quelques années, elle exerce désormais son activité au Québec.

## Doublage (France)

### Cinéma

#### Films
- Diane Lane dans :
  - Chaplin (1992) : Paulette Goddard
  - Wild Bill (1995) : Susannah Moore

- 1988 : Poltergeist 3 : Patricia Wilson-Gardner (Nancy Allen)
- 1989 : Warlock : la médium (Mary Woronov)
- 1992 : Arrête ou ma mère va tirer ! : Gwen Harper (JoBeth Williams)
- 1995 : La Dernière Marche : Helen Prejean (Susan Sarandon)
- 1996 : La Course au jouet : Liz Langston (Rita Wilson)
- 1996 : Un éléphant sur les bras : Terry Bonura (Linda Fiorentino)
- 1997 : Air Force One : Kathryn Bennett (Glenn Close)
- 1997 : La Rançon : Kate Mullen (Rene Russo)
- 2001 : Le Chocolat : Caroline Clairmont (Carrie-Anne Moss)
- 2007 : 4 mois, 3 semaines, 2 jours : Doamna Radu (Luminița Gheorghiu)
- 2012 : Paperboy : Ellen Guthrie (Nealla Gordon)
- 2012 : American Pie 4 : Jeanine Stifler (Jennifer Coolidge)

#### Films d'animation
- 1955[2] : La Belle et le Clochard : Darling / Si et Am
- 1986 : Mon petit poney, le film : Danny
- 1992 : Porco Rosso : Gina
- 1993 : Jungle Jack : Isabella Scorpion
- 1997 : Hercule : Héra
- 1999 : Doug, le film : Fino et Mme Dink
- 2001 : La Belle et le Clochard 2 : Darling
- 2002 : Mickey, le club des méchants : voix additionnelles
- 2006 : Bambi 2 : la mère de Ronno
- 2007 :  Bienvenue chez les Robinson : Mildred
- 2020 : Soul : Libba

### Télévision

#### Téléfilm d'animation
- 2013 : Le Trésor du Capitaine Nem'os : La Taupe

#### Séries télévisées
- Shohreh Aghdashloo dans :
  - 24 Heures chrono (2005) : Dina Araz (12 épisodes)
  - Urgences (2006) : Riza Kardatay (saison 12, épisode 17)
  - Dossier Smith (2006-2007) : Charlie (7 épisodes)
  - Grey's Anatomy (2007) : Dr Helen Crawford (saison 3, épisode 18)

- 1988 / 2010 : Les Feux de l'amour : Nikki Newman (Melody Scott Thomas) (1re voix), Joanne « JoJo » Glover (Caroline Aaron) (5 épisodes)
- 1991-1992 : Le Joker : Annette (Maja Maranow) (3 épisodes)
- 1993-1997 : Docteur Quinn, femme médecin : Rebecca Quinn (Elinor Donahue) (8 épisodes)
- 1996-1997 : Murder One : Lisa Gillespie (Grace Phillips) (2e voix, saison 1), Lynette Parker (Karen Austin) (4 épisodes)
- 1999-2000 : Chicago Hope : La Vie à tout prix : Dr Francesca Alberghetti (Barbara Hershey) (22 épisodes)
- 1999-2000 : Roswell : Kathleen Topolsky (Julie Benz) (7 épisodes)
- 2009-2014 : Londres, police judiciaire : l'inspecteur Natalie Chandler (Harriet Walter) (40 épisodes)
- 2013 : Smash : Agnes (Daphne Rubin-Vega) (8 épisodes)

#### Séries d'animation
- 1977[3] : Angie, détective en herbe : la reine Victoria et Mlle Poppins
- 1983[4] : Supernana : la mère de Loukie (épisode 21)
- 1983-1984[5] : Creamy, merveilleuse Creamy : Pino-Pino
- 1984 : Tommy et Magalie : l'inconnue (épisode 34)
- 1984-1985 : Dame Boucleline et les Minicouettes : Dame Boucleline
- 1985-1986 : MASK : Vanessa Warfield et l'ordinateur du MASK
- 1985-1986 : Jayce et les Conquérants de la lumière : la femme pirate (épisode 7), Koumari (épisode 16), la reine Emilia (épisode 21), la vieille femme (épisode 23), Nitra (épisode 25), le fils de Zest (épisode 29), Ila (épisode 32), la sorcière (épisode 41), Vendetta (épisode 53), Irinelle (épisode 56)
- 1989 : Malicieuse Kiki : la mère de Kiki (derniers épisodes)
- 1991 : Sandokan : Surama et Damna
- 1992 : Les Aventures de Tintin : voix additionnelles
- 1993-1994 : Mighty Max : la mère de Max
- 1994 : Orson et Olivia : voix additionnelles
- 1994 : Robotech - The Masters : Marie Crystal
- 1996-1997 : Mot : la mère de Mot
- 1996-2000 : Superman, l'Ange de Metropolis : Maggie Sawyer
- 1998-1999 : Hercule : Héra
- 2005 : Kiri le clown : Pipelette
- 2006-2016 : Grabouillon et Les Grandes Vacances de Grabouillon : La Taupe et la maman de Pétunia
- 2007 : Valérian et Laureline : Rhonda (l'ordinateur de bord)
- 2008-2011 : T'choupi et ses amis : Mamie Nani
- 2010-2015 : Babar : Les Aventures de Badou : Mme Strich
- 2013 : T'choupi à l'école : Mamie (1re voix, saison 1)

## Direction artistique (France)

### Films
- 1996 : Beautiful Girls
- 2001 : 102 Dalmatiens[6]
- 2003 : Bronx à Bel Air[7]
- 2007 : Le Gang des champions 3
- 2008 : Le Garçon au pyjama rayé[8]
- 2008 : Les Copains des neiges
- 2009 : Le Drôle de Noël de Scrooge
- 2009 : Les Copains fêtent Noël
- 2009 : Les Copains dans l'espace
- 2011 : This Must Be the Place[9]
- 2011 : Les Copains et la Légende du chien maudit (avec Vanina Pradier)
- 2012 : Smashed
- 2014 : Opération Muppets

### Films d'animation
- 1980 : Le Sortilège des trois lutins
- 1996 : Toy Story[10]
- 1998 : La Belle et la Bête 2 : Le Noël enchanté
- 1998 : Le Monde magique de la Belle et la Bête
- 1999 : Doug, le film
- 2001 : Buzz l'Éclair, le film : Le Début des aventures
- 2003 : La Cour de récré : Les petits contre-attaquent
- 2004 : Frère des ours[11]
- 2004 : Mickey, Donald, Dingo : Les Trois Mousquetaires
- 2004 : Mickey, il était deux fois Noël
- 2005 : Cool attitude, le film
- 2006 : Frère des ours 2
- 2009 : Le Drôle de Noël de Scrooge[12]
- 2010 : Toy Story 3[13]
- 2012 : Frankenweenie[14]
- 2012 : Rex, le roi de la fête (court métrage)

### Séries télévisées
- Amour, Gloire et Beauté[15] (avec Régis Reuilhac et Paule DuMouza)
- Ellen[15] (saisons 2 à 4)
- Eyes[15]
- Une famille presque parfaite[15]
- Grey's Anatomy[15] (saisons 1 à 11)
- Le Joker[15]
- L'Homme de nulle part[15]
- LAX[15]
- Line of Fire[15]
- Parenthood[15]
- Revenge[15]
- Roswell[15]
- Sarah[15]
- Touche pas à mes filles[15]
- Tueur d'état[15]
- Waikiki Ouest[15]

### Séries d'animation
- Creamy, merveilleuse Creamy
- Angie, détective en herbe[16]
- Malicieuse Kiki
- Doug (version Nickelodeon, saisons 1 à 4)
- Orson et Olivia
- La Légende de Calamity Jane
- Rougemuraille (saison 1)
- La Cour de récré (avec Barbara Tissier et Claire Guyot)
- Cool Attitude
- Les Aventures de Buzz l'Éclair (avec Claire Guyot)
- Tibère et la maison bleue
- La Maison de Mickey
- Grabouillon
- Marsupilami : Houba ! Houba ! Hop !
- Mickey Mouse

## Adaptation (France)

### Films
- 2005 : Imagine Me and You
- 2014 : Opération Muppets
- 2023 : Amour à Taipei (en)

### Téléfilms
- 1996 : L'Anneau de Cassandra

### Séries télévisées
- Code Lisa
- Hartley, cœurs à vif
- Snowpiercer
- Le Nouveau Muppet Show (en)

### Séries d'animation
- Les Wuzzles
- Timon et Pumbaa
- Courage, le chien froussard
- Le Petit Dinosaure
- La Bande à Picsou
- Le Monde Merveilleux de Mickey
- Luz à Osville
- Cool Attitude, encore plus cool

## Direction artistique (Québec)
Films
- 2018 : Invincible : Le chemin de la rédemption
- 2018 : L'Histoire de Jean-Christophe
- 2019 : Histoire de jouets 4
- 2020 : En avant
- 2020 : La Vie en lumière (court-métrage)
- 2022 : Pinocchio (avec Patricia Legrand)
- 2023 : Peter Pan et Wendy (avec Dorothée Pousséo)

Téléfilms
- 2017 : Anne, la maison aux pignons verts : De feu et de rosée
- 2017 : Anne, la maison aux pignons verts : Sous une bonne étoile
- 2018 : Aurora Teagarden : Cache-cache mortel
- 2018 : Aurora Teagarden : Meurtre cousu main
- 2019 : Aurora Teagarden Mysteries: A Very Foul Play
- 2019 : Aurora Teagarden : Mystère en série

Séries télévisées
- 2019 : Coroner
- 2020-2021 : Les Derniers Rescapés (en)

Séries d'animation
- Bravest Warriors (avec Johanne Garneau)
- Alicia (sur ICI TOU.TV)
- 16 Hudson
- Bakugan Battle Planet (avec Sébastien Reding)
- D.N. Ace (avec Julie Burroughs)
- Je s'appelle Groot (avec Anne Massoteau)